# Кузнецов, Александр Михайлович (полный кавалер ордена Славы)
Алекса́ндр Миха́йлович Кузнецо́в (8 февраля 1909,  д. Талица, Степное генерал-губернаторство, Российская империя — 1988, Семипалатинск, Казахская ССР, СССР) — командир расчета 45-мм орудия 837-го стрелкового полка 238-й стрелковой дивизии 49-й армии 2-го Белорусского фронта, полный кавалер ордена Славы, младший сержант.

## Биография
Родился 8 февраля 1909 года в деревне Талица, ныне в составе городского акимата Семей Восточно-Казахстанской области Республики Казахстан, в крестьянской семье. Русский.
Работал в домашнем хозяйстве, затем в колхозе. В 1931 – 1934 годах проходил срочную службу в Красной Армии. Во время службы окончил курсы ликбеза. После демобилизации вернулся домой, вновь работал в колхозе. В 1937 году перешел в Верхнеиртышское пароходство, работал бакенщиком на реке Иртыш.
В июне 1941 года был вновь призван в армию Жанасемейским райвоенкоматом Семипалатинской области. С сентября того же года участвовал в боях с захватчиками. К лету 1944 года воевал в составе 837-го стрелкового полка 238-й стрелковой дивизии. В ее состав прошел до конца войны.
23 июня 1944 года командир пулеметного отделения младший сержант Кузнецов переправился через реку Бася у деревни Скварск (Чаусский район Могилёвской области, Белоруссия), одним из первых ворвался в траншею противника и скосил из пулемета 8 гитлеровцев. 27 июня под городом Могилёв преодолел реку Днепр и пулеметным огнем поддерживал переправу стрелковых подразделений. 28 июня в уличных боях в городе уничтожил 12 вражеских солдат. Приказом от 4 сентября 1944 года  Кузнецов награжден орденом Славы 3-й степени.
В сентябре 1944 года красноармеец Кузнецов воевал уже заряжающим батареи 45-мм батареи того же полка. 14 сентября в бою своей четкой и безотказной работой обеспечил меткое ведение огня. Награжден медалью «За боевые заслуги».
28-30 января 1945 года в боях за населенный пункт Ридбах и города Бишофсбург (ныне город Бискупец, Польша) ефрейтор Кузнецов, ведя огонь прямой наводкой, подавил 3 пулеметные точки, препятствовавшие продвижению стрелков. Приказом по частям 238-й стрелковой дивизии от 4 сентября 1944 года ефрейтор Кузнецов Александр Михайлович награжден орденом Славы 3-й степени (повторно).
10 марта 1945 года при занятии города Картхауз (ныне – Картузы Поморского воеводства Польши) ефрейтор Кузнецов со своим расчетом уничтожил пулемет и до 25 вражеских солдат. 13 марта при отражении 5 вражеских контратак уничтожил 2 станковых и 2 ручных пулемета и до 15 гитлеровцев. Приказом по войскам 49-й армии от 30 апреля 1945 года  ефрейтор Кузнецов  награжден орденом Славы 2-й степени.
В ноябре 1945 года был демобилизован. Вернулся на родину. Работал бакенщиком на реке Иртыш, с 1957 года  мотористом Семипалатинского горводоканала. С 1968 года на пенсии.
Указом Президиума Верховного Совета СССР от 24 декабря 1971 года приказ от 4 сентября 1944 года был отменен и Кузнецов награжден орденом Славы 1-й степени, став полным кавалером ордена Славы.
Жил в городе Семипалатинск (ныне – Семей, Казахстан). Скончался в 1988 году.

## Награды
- орден Отечественной войны 1-й степени (06.04.1985)[5][6]
- орден Славы 1-й степени  (24.12.1971)[3]
- орден Славы 2-й степени  (30.04.1945)[7]
- орден Славы 3-й степени  (17.08.1944)[3]

медали в том числе:
- - «За отвагу»[3]
  - «За боевые заслуги» (21.10.1944)[8]
  - «За спасение утопающих»[3]
  - «За победу над Германией в Великой Отечественной войне 1941—1945 гг.»
  - «Ветеран труда»